# Toluquilla, Arteaga
Toluquilla är en ort i Mexiko.   Den ligger i kommunen Arteaga och delstaten Michoacán de Ocampo, i den södra delen av landet, 300 km väster om huvudstaden Mexico City. Toluquilla ligger 512 meter över havet och antalet invånare är 233.
Terrängen runt Toluquilla är huvudsakligen kuperad, men den allra närmaste omgivningen är platt. Runt Toluquilla är det mycket glesbefolkat, med 7 invånare per kvadratkilometer. Närmaste större samhälle är Infiernillo, 16,2 km sydost om Toluquilla. I omgivningarna runt Toluquilla växer huvudsakligen savannskog.